# HK Acroni Jesenice 2010/11
Sezona 2010/11 HK Acroni Jesenice je peta klubska sezona v Avstrijski hokejski ligi, ob tem bo klub igral še v končnici Slovenske hokejske lige, v katero je avtomatično uvrščen. Domače tekme igrajo v dvorani Podmežakla. Jesenicam se drugo sezono zapored ni uspelo uvrstiti v končnico avstrijske lige.

## Avstrijska liga

### Redni del

#### Lestvica
| #   | Klub                      | OT | Z  | PP | P  | GR  | T  |
| --- | ------------------------- | -- | -- | -- | -- | --- | -- |
| 1.  | EC KAC                    | 54 | 36 | 6  | 12 | +31 | 79 |
| 2.  | EC Red Bull Salzburg      | 54 | 33 | 2  | 19 | +25 | 68 |
| 3.  | Vienna Capitals           | 54 | 31 | 5  | 18 | +38 | 67 |
| 4.  | VSV EC                    | 54 | 29 | 5  | 20 | +13 | 63 |
| 5.  | EHC Black Wings Linz      | 54 | 27 | 7  | 21 | -10 | 59 |
| 6.  | Graz 99ers                | 54 | 27 | 4  | 23 | +11 | 58 |
| 7.  | HDD Tilia Olimpija        | 54 | 24 | 5  | 25 | -32 | 53 |
| 8.  | KHL Medveščak             | 54 | 22 | 6  | 24 | -2  | 52 |
|     |                           |    |    |    |    |     |    |
| 9.  | Alba Volán Székesfehérvár | 54 | 21 | 7  | 26 | -41 | 49 |
| 10. | HK Acroni Jesenice        | 54 | 20 | 9  | 25 | -35 | 49 |

## Postava
- Trener:  Heikki Mälkiä
- Pomočnika trenerja:  Dejan Varl,  Darko Prusnik

| Vratarji | Vratarji  | Vratarji           | Vratarji    | Vratarji | Vratarji                   | Vratarji                 |
| -------- | --------- | ------------------ | ----------- | -------- | -------------------------- | ------------------------ |
| #        | Nar       | Igralec            | Boljša roka | Sez.     | Starost (rojstni dan)      | Kraj rojstva             |
| 1        | Finska    | Jaakko Suomalainen | leva        | 1        | 32 let (18. avgust 1978)   | Helsinki, Finska         |
| 31       | Kanada    | Mitch O'Keefe      | leva        | 1        | 26 let (29. marec 1984)    | Almonte, Ontario, Kanada |
| 37       | Češka     | Michal Fikrt       | leva        | 1        | 28 let (6. april 1982)     | Litvínov, Češka          |
| 41       | Slovenija | Aleksander Petrov  | leva        | 2        | 19 let (22. december 1990) | Jesenice, Slovenija      |

| Branilci | Branilci                | Branilci           | Branilci    | Branilci | Branilci                    | Branilci                        |
| -------- | ----------------------- | ------------------ | ----------- | -------- | --------------------------- | ------------------------------- |
| #        | Nar                     | Igralec            | Boljša roka | Sez.     | Starost (rojstni dan)       | Kraj rojstva                    |
| 3        | Kanada                  | Wade Skolney       | leva        | 1        | 29 let (24. junij 1981)     | Wynyard, Saskatchewan, Kanada   |
| 5        | Slovenija               | Anže Zupančič      | desna       | 2        | 19 let (16. marec 1991)     | Slovenija                       |
| 7        | Kanada                  | Jason Beckett      | desna       | 1        | 30 let (23. julij 1980)     | Lethbridge, Alberta, Kanada     |
| 8        | Združene države Amerike | Doug Nolan         | leva        | 1        | 34 let (5. januar 1976)     | Quincy, Massachusetts, ZDA      |
| 21       | Slovenija               | Klemen Pretnar     | leva        | 2        | 24 let (31. avgust 1986)    | Bled, Slovenija                 |
| 23       | Slovenija               | Gašpr Sušanj       | leva        | 1        | 22 let (30. junij 1988)     | Örnsköldsvik, Švedska           |
| 27       | Kanada · Nizozemska     | Michael Schutte    | leva        | 1        | 31 let (28. julij 1979)     | Burlington, Ontario, Kanada     |
| 29       | Slovenija               | Aleksandar Magovac | desna       | 2        | 19 let (2. september 1991)  | Slovenija                       |
| 33       | Združene države Amerike | Eric Werner        | desna       | 1        | 27 let (26. januar 1983)    | Gr. Pointe Woods, Michigan, ZDA |
| 47       | Slovenija               | Matevž Erman       | desna       | 1        | 21 let (18. september 1988) | Žirovnica, Slovenija            |
| 51       | Slovenija               | Mitja Robar        | leva        | 5        | 27 let (4. januar 1983)     | Maribor, Slovenija              |

| Napadalci | Napadalci               | Napadalci       | Napadalci | Napadalci   | Napadalci | Napadalci                   | Napadalci                   |
| --------- | ----------------------- | --------------- | --------- | ----------- | --------- | --------------------------- | --------------------------- |
| #         | Nar                     | Igralec         | Položaj   | Boljša roka | Sez.      | Starost (rojstni dan)       | Kraj rojstva                |
| 6         | Finska                  | Toni Dahlman    | RW        | desna       | 1         | 31 let (3. september 1979)  | Helsinki, Finska            |
| 9         | Združene države Amerike | Marc Cavosie    | C         | leva        | 1         | 29 let (6. avgust 1981)     | Albany, New York, ZDA       |
| 11        | Kanada                  | Brett Lysak     | C         | leva        | 1         | 29 let (30. december 1980)  | St. Albert, Alberta, Kanada |
| 14        | Slovenija               | Žiga Jeglič     | F         | desna       | 3         | 22 let (24. februar 1988)   | Kranj, Slovenija            |
| 16        | Slovenija               | Miha Brus       | F         | leva        | 3         | 23 let (9. februar 1987)    | Jesenice, Slovenija         |
| 18        | Slovenija               | Marjan Manfreda | RW        | leva        | 8         | 26 let (23. november 1983)  | Bled, Slovenija             |
| 22        | Slovenija               | Jure Dolinšek   | F         | desna       | 2         | 20 let (22. januar 1990)    | Slovenija                   |
| 55        | Slovenija               | Robert Sabolič  | C         | leva        | 2         | 21 let (18. september 1988) | Jesenice, Slovenija         |
| 72        | Slovenija               | Andrej Židan    | F         | leva        | 2         | 21 let (10. januar 1989)    | Jesenice, Slovenija         |
| 79        | Kanada                  | Mike Bayrack    | C         | leva        | 1         | 31 let (17. september 1978) | Edmonton, Alberta, Kanada   |
| 89        | Slovenija               | Rok Tičar       | F         | leva        | 2         | 21 let (3. maj 1989)        | Kranj, Slovenija            |
| 91        | Slovenija               | Tomo Hafner (C) | C         | desna       | 11        | 30 let (19. julij 1980)     | Jesenice, Slovenija         |
| 92        | Slovenija               | Anže Kuralt     | F         | desna       | 1         | 18 let (31. oktober 1991)   | Kranj, Slovenija            |